# フランス語学
フランス語学（フランスごがく）は、フランス語に関わる言語研究に関する学的領域 (discipline) を指称する。
- 「フランス語」は、ラテン語を起源とするロマンス語の一つで、国際共通語となったオイル語（ラングドイル）の方言の1つであるパリーの方言を主体とする（アカデミーフランセーズにより規範化された国際共通標準語たるパリーの方言の「標準フランス語」）規範言語をいう。
- 但し、「フランス語学」の定義は、言語学としての一研究領域として、ラングドック（ロアール川以南の各方言）とオイル語の差異、各地方の方言、たとえば、ラングドック・プロバンス方言、カタロニア方言、アルザス方言等の基幹のフランスの諸方言のほか、非インド・ヨーロッパ語族に属する「バスク語」までもその学的研究領域に含む「フランス国内全土の言語」の研究を指称する。すなわち、インド・ヨーロッパ言語学の1領域であって、フランスの各方言の研究と標準語のパリー（アカデミーフランセーズの規定する国際共通語のフランス標準語）方言の研究を一括する広大なフランスの版図の言語領域の「言語学」の一つである。比較言語学的視野において、ラテン語を基礎とし、俗ラテン語、ロマンス語を経て、中世フランス語から現代のパリーの国際共通語である標準語への比較研究である通時言語学と、現代の各地域の方言の比較の共時言語学の双方をその研究領域とする、フランスの版図に属するあらゆる諸言語を研究する言語学の一分野である。したがって、「フランス語学」は、それ自体、純粋に言語学研究の学的領域の一をいうものであり、フランスの地域の全方言学を含む、主として印欧言語学の一領域に属する「言語学」の研究領域の一分野である。また、近年の現代言語学に拠る意味論、構造主義、ソシュール以来の言語理論と、チョムスキーらの現代構造言語学に拠る一般言語学研究を基本とする現代言語学の一分野でもある。